# Белтеній-де-Сус
Белтеній-де-Сус (рум. Băltenii de Sus) — село у повіті Тулча в Румунії. Входить до складу комуни Бештепе.
Село розташоване на відстані 241 км на схід від Бухареста, 16 км на схід від Тулчі, 109 км на північ від Констанци, 82 км на південний схід від Галаца.

## Населення
За даними перепису населення 2002 року у селі проживали 128 осіб, усі — румуни. Усі жителі села рідною мовою назвали румунську.